# Лехнівська волость
Лехнівська волость — адміністративно-територіальна одиниця Переяславського повіту Полтавської губернії з центром у селі Лехнівка.
Станом на 1885 рік складалася з 13 поселень, 34 сільських громад. Населення — 10546 осіб (5212 чоловічої статі та 5334 — жіночої), 1896 дворових господарств.
|                     | Площа, десятин | У тому числі орної, дес. |
| ------------------- | -------------- | ------------------------ |
| Сільських громад    | 13103          | 12033                    |
| Приватної власності | 11297          | 8966                     |
| Іншої власності     | 240            | 208                      |
| Загалом             | 24640          | 21207                    |

Поселення волості:
- Лехнівка — колишнє державне та власницьке село при річці Нерді за 45 верст від повітового міста, 1430 осіб, 268 дворів, православна церква, школа, 4 постоялих будинки, лавка, 47 вітряних млинів.
- Жуківка — колишній власницький хутір при річці Супій, 599 осіб, 104 двори, 7 вітряних млинів.
- Корніївка — колишнє державне село при річці Нерді, 1272 особи, 243 двори, православна церква, постоялий будинок, 50 вітряних млинів і маслобійний завод.
- Мала Березанка — колишнє державне та власницьке село при річці Супій, 990 осіб, 184 двори, православна церква, постоялий будинок, 33 вітряних млини.
- Недра — колишнє державне та власницьке село при річці Нерді, 1414 осіб, 267 дворів, 3 постоялих будинки та 37 вітряних млинів.
- Пелипчич — колишнє державне та власницьке село при річці Нерді, 747 осіб, 154 двори, православна церква, постоялий будинок та 17 вітряних млинів.
- Покровське — колишнє власницьке село при річці Супій, 553 особи, 100 дворів, постоялий будинок, 8 вітряних млинів.
- Черевки — колишнє державне та власницьке село при річці Супій, 1622 особи, 330 дворів, православна церква, 2 постоялих будинки, лавка, базари по середах, 3 ярмарки на рік, 49 вітряних млинів.
- Ярешки — колишнє державне та власницьке село при річці Нерді, 810 осіб, 147 дворів, постоялий будинок та 21 вітряний млин.

Старшинами волості були:
- 1900 року — козак Степан Іванович Куриленко[2];
- 1903—1904 роках — козак Іван Іванович Козаченко[3],[4];
- 1906—1907 роках — Петренко[5],[6];
- 1913—1916 роках — Василь Єфтіфійович Кирпа[7],[8],[9].